# Longitarsus cizeki
Longitarsus cizeki es una especie de insecto coleóptero de la familia Chrysomelidae. Fue descrita científicamente en 2004 por Doberl.